# Поду Стоика (Вранча)
Поду Стоика (рум. Podu Stoica) насеље је у Румунији у округу Вранча у општини Наружа. Oпштина се налази на надморској висини од 442 m.

## Становништво
Према подацима из 2002. године у насељу је живело 325 становника, од којих су сви румунске националности.